# Rainer Nicolaysen

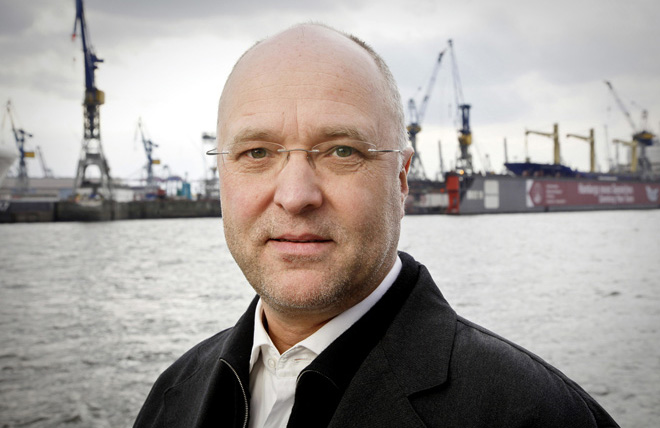
Rainer Nicolaysen (2015)

Rainer Nicolaysen (* 21. Januar 1961 in Hamburg) ist ein deutscher Historiker.
Seine Arbeitsschwerpunkte sind vor allem deutsche Sozial- und Kulturgeschichte des 20. Jahrhunderts, Universitäts- und Wissenschaftsgeschichte, Exil- und Remigrationsforschung, Hamburgische Geschichte, Biographieforschung und (Homo-)Sexualitätsgeschichte. Seit 2010 ist er Leiter der Arbeitsstelle für Universitätsgeschichte und Professor für Neuere Geschichte an der Universität Hamburg, von 2011 bis 2023 war er Vorsitzender des Vereins für Hamburgische Geschichte.

## Leben
Rainer Nicolaysen wuchs im Hamburger Schanzenviertel auf und legte 1980 am Gymnasium Kaiser-Friedrich-Ufer das Abitur ab. Nach dem Zivildienst studierte er zunächst Rechtswissenschaft, dann von 1986 an Geschichtswissenschaft und Germanistik an der Universität Hamburg und arbeitete parallel von 1986 bis 1998 als Dozent für Deutsch als Fremdsprache und Politische Bildung an der Hamburger Volkshochschule. 1989 wurde er zudem Mitarbeiter im Projekt der 1991 eröffneten Ausstellung „Enge Zeit“, die erstmals den Spuren der in der NS-Zeit Vertriebenen und Verfolgten der Hamburger Universität nachging. Über Leben und Werk eines dieser Vertriebenen, des 1933 emigrierten und 1951 remigrierten jüdischen Politikwissenschaftlers Siegfried Landshut, schrieb Nicolaysen seine Magisterarbeit 1992 und, als Promotionsstipendiat der Friedrich-Ebert-Stiftung, seine von Peter Borowsky betreute Dissertation, die er 1996 abschloss. Für seine Landshut-Biografie erhielt Nicolaysen 1996 den Dissertationspreis der Hamburger Universitäts-Gesellschaft.
Nach der Promotion wurde Nicolaysen 1997 Lehrbeauftragter für Neuere Geschichte an der Universität Hamburg und 1998 wissenschaftlicher Mitarbeiter der Forschungsstelle für Zeitgeschichte in Hamburg. 2002 erfolgte seine Habilitation mit einer von Arnold Sywottek angeregten und von Axel Schildt betreuten Untersuchung über die Gründungs- und Frühgeschichte der VolkswagenStiftung. In der Neuen Zürcher Zeitung urteilte Rainer Hoffmann, Nicolaysen sei mit seiner Studie ein „politikgeschichtlich bedeutsames Werk“ gelungen, „das sich teilweise wie eine Geschichte der westdeutschen Gesellschaft in den fünfziger Jahren liest“. Im Jahr 2002 war Nicolaysen wissenschaftlicher Mitarbeiter im Team der Ausstellung „Verbrechen der Wehrmacht. Dimensionen des Vernichtungskrieges 1941–1944“. Im folgenden Jahr wurde er Privatdozent für Neuere Geschichte an der Universität Hamburg und lehrte zusätzlich von 2002 bis 2007 Sozial- und Kulturgeschichte an der Universität Lüneburg.
Bereits seit 1996 ist Nicolaysen regelmäßiger Gastprofessor am Smith College in Northampton/Massachusetts, zwischen 2000 und 2010 hatte er außerdem siebenmal eine Max-Kade-Gastprofessur am Middlebury College in Vermont inne, wo er deutsche und europäische Geschichte lehrte und zweimal die jährliche Zernik Lecture hielt. Im Jahr 2010 erhielt er für herausragende Leistungen in der akademischen Lehre den Hamburger Lehrpreis.
Seit 2010 ist Nicolaysen als Nachfolger von Eckart Krause Leiter der Arbeitsstelle für Universitätsgeschichte und außerplanmäßiger Professor für Neuere Geschichte an der Universität Hamburg. Seitdem ist er geschäftsführender Herausgeber der Hamburger Beiträge zur Wissenschaftsgeschichte sowie Herausgeber der einzelnen Bände der Hamburger Universitätsreden.
Nicolaysen ist Mitgründer des PEN Berlin. Er ist verheiratet mit dem Journalisten Jan Feddersen. Er lebt in Hamburg und Berlin.

### Wirken

#### Siegfried Landshut
Nicolaysen ist Experte für die Biographie und Schriften Landshuts. Bereits 1994 legte er eine knappe biographische Skizze in Band 8 der Reihe Hamburgische Lebensbilder vor. Seine durch das Herbert-Wehner-Stipendium der Friedrich-Ebert-Stiftung geförderte Arbeit Siegfried Landshut. Die Wiederentdeckung der Politik wurde im Jüdischen Verlag im Suhrkamp Verlag veröffentlicht und in den Feuilletons als „Entdeckung“ Landshuts, so Iring Fetscher in der Zeit besprochen. Wilhelm Hennis schrieb in der Frankfurter Allgemeinen Zeitung, der Biografie gebühre „ein Platz neben den Erinnerungen Victor Klemperers und den Arbeiten über Landshuts Studienkollegen Leo Strauss und Hannah Arendt“.
Anlässlich Landshuts 100. Geburtstag wurde im Winter 1997 ein mehrtägiges Symposium veranstaltet. Die Beiträge von zwölf Autoren dazu gab Nicolaysen 2000 in einem Sammelband (Polis und Moderne, Siegfried Landshut in heutiger Sicht) heraus. Im Jahr 2004 legte Nicolaysen eine zweibändige Auswahlausgabe der Werke Landshuts vor, mit der er nach den Worten Michael Th. Grevens Landshut als einen der „tiefgründigsten Vertreter des politikwissenschaftlichen Neo-Aristotelismus“ in den Fachdiskurs zurückgeholt habe.

#### Universitätsgeschichte
Seit seinem Amtsantritt engagierte sich Nicolaysen für die Etablierung eines Hamburger Universitätsarchivs, das 2014 eingerichtet wurde; den seit 2017 online zugänglichen Hamburger Professorinnen- und Professorenkatalog hat er ebenfalls initiiert. Nicolaysen ist Gründungsmitglied des Forschungsverbunds zur Kulturgeschichte Hamburgs, Mitbegründer des Arbeitskreises Sammlungen an der Universität Hamburg, Mitglied im Vorstand der Gesellschaft der Freunde der Staats- und Universitätsbibliothek Hamburg und im Wissenschaftlichen Beirat der Herbert und Elsbeth Weichmann-Stiftung. Zu seinen zahlreichen Veröffentlichungen zur Hamburger Universitätsgeschichte zählen etliche biografische Studien, neben Landshut etwa über Albrecht Mendelssohn Bartholdy, Walter A. Berendsohn, Curt Bondy, Ernst Cassirer, Fritz Fischer, Eduard Heimann, Richard Salomon, Magdalene Schoch, Kurt Singer und Alfred Vagts.
Er war Mitherausgeber von Sammelbänden zur Geschichtswissenschaft in Hamburg (2011 mit Axel Schildt), zum Akademischen Gymnasium (2013 mit Dirk Brietzke und Franklin Kopitzsch), zur transatlantischen Partnerschaft zwischen der Universität Hamburg und dem Smith College in Massachusetts (2017 mit Jocelyne Kolb), zur Hamburger Kunstgeschichte (mit Saskia Pütz) und zur Wirkung von Exil und Remigration auf die Wissenschaften in Deutschland nach 1945 (2021 mit Kirsten Heinsohn).
Anlässlich des Jubiläums „100 Jahre Universität Hamburg“ veröffentlichte er am 100. Gründungstag, dem 28. März 2019, einen Artikel über den schwierigen Weg zur Universitätsgründung in der Hansestadt. Im Jahr darauf erschien der erste Band der vierbändigen Hamburger Universitätsgeschichte, die Nicolaysen mit Eckart Krause und Gunnar B. Zimmermann herausgibt und an der mehr als 100 Autorinnen und Autoren beteiligt sind. Obwohl im Zusammenhang mit dem Jubiläum entstanden, verstehen die Herausgeber ihre Darstellung ausdrücklich nicht als eine Festschrift, sondern vielmehr als eine multiperspektivische wissenschaftliche Auseinandersetzung mit der Geschichte der Universität, die die bisher vernachlässigte Aspekte stärker beleuchten soll. Laut Frank-Rutger Hausmann öffnen die Herausgeber und Verfasser damit „der Universitäts-Geschichtsschreibung neue ‚demokratische‘ Perspektiven und können für zukünftige Arbeiten dieses Genres eine Vorreiterrolle reklamieren“. Der zweite Band Geisteswissenschaften, Theologie und Psychologie erschien 2021. Der dritte Band Erziehungswissenschaft, Sozialwissenschaften, Wirtschaftswissenschaften, Rechtswissenschaft wurde im November 2022 veröffentlicht. Der vierte Band für die Bereiche Mathematik, Informatik, Naturwissenschaften und Medizin ist 2024 erschienen. Im Sommersemester 2023 leitete er ein Hauptseminar zum Thema „Interviews von Studierenden mit Hamburger Historikerinnen und Historikern“. Interviewt wurden Arno Herzig, Hans-Werner Goetz, Barbara Vogel, Frank Golczewski, Franklin Kopitzsch, Gabriele Clemens über ihr Leben, ihre Arbeitsweise sowie ihre methodischen und thematischen Ansätze. Eine Publikation der durchgeführten Interviews ist im Juni 2024 erschienen.
Für seine Verdienste um die Aufarbeitung der Hamburger Universitätsgeschichte (vor allem in der NS-Zeit) wurde Nicolaysen 2008 gemeinsam mit Eckart Krause der Hamburger Max-Brauer-Preis verliehen.

#### Verein für Hamburgische Geschichte
Seit 1993 ist Nicolaysen Mitglied, seit 2005 Vorstandsmitglied im Verein für Hamburgische Geschichte. Von 2007 bis 2011 amtierte er als stellvertretender Vorsitzender; von 2011 bis 2023 war er als Nachfolger von Joist Grolle Vorsitzender des Vereins. In dieser Funktion hat Nicolaysen eine kritische Auseinandersetzung mit der eigenen Vereinsgeschichte vorangetrieben und besonders auch die Aufnahme junger Geschichtsinteressierter gefördert, die inzwischen als „Junger Verein“ eine eigene Plattform innerhalb des Vereins haben. In seiner Amtszeit wurde der Verein in den sozialen Medien präsent, zahlreiche Kooperationen mit Hamburger Institutionen wurden geschaffen oder intensiviert und die drei Schriftenreihen des Vereins neu positioniert. Anlässlich seines 175-jährigen Bestehens im Jahr 2014 erreichte der Verein mit Veranstaltungen und einer Wanderausstellung eine breite Öffentlichkeit. Für den zum Jubiläum herausgegebenen Band Mein Hamburg trug Nicolaysen den autobiografischen Text Mein Schanzenviertel bei, der vom Hamburger Abendblatt wieder abgedruckt wurde.
Als Vereinsvorsitzender ist Nicolaysen Mitglied im Beirat der Patriotischen Gesellschaft von 1765 und des Hanseatischen Wirtschaftsarchivs sowie des Gesamtvereins der deutschen Geschichts- und Altertumsvereine. Bereits seit 2005 ist Nicolaysen gemeinsam mit Dirk Brietzke Redakteur des Aufsatzteils der Zeitschrift des Vereins für Hamburgische Geschichte, in der er auch selbst regelmäßig Beiträge veröffentlicht, etwa 2015 über Thomas Manns Hamburg-Besuch im Jahre 1953 und 2016 über Michel Foucaults Hamburg-Jahr 1959/60. Die neugegründete Thomas Mann-Gesellschaft Hamburg bestritt im Oktober 2016 ihren ersten großen Vortragsabend mit Nicolaysens Beitrag zu eben diesem Thema. Im Jahr 2019 hatten die neuen Erkenntnisse zu Foucault zur Folge, dass am Gebäude des Hamburger Institut français, dessen Direktor Foucault ein Jahr lang gewesen war, eine Gedenktafel für den französischen Philosophen angebracht wurde. Der Aufsatz erschien 2020 in englischer Übersetzung in einer Sonderausgabe der Fachzeitschrift Theory, Culture & Society.

#### LGBT
Ein weiteres Feld, auf dem sich Nicolaysen engagiert, ist der LGBT-Bereich. 2012 wurde er in den Beirat der neugegründeten Bundesstiftung Magnus Hirschfeld in Berlin berufen. 2015 initiierte und leitete er in Göttingen gemeinsam mit Norman Domeier die erste Sektion eines Deutschen Historikertags, die sich mit der Geschichte von Homosexuellen beschäftigte. Im selben Jahr wurde er Mitbegründer und Mitherausgeber des seit 2016 im Wallstein Verlag erscheinenden interdisziplinären Jahrbuchs Sexualitäten. Im Januar 2018 war er Mitgründer des Freundeskreises eines Elberskirchen-Hirschfeld-Hauses als Zentrum für queere Kultur und Forschung in Berlin.

## Schriften (Auswahl)
Monografien
- Siegfried Landshut. Die Wiederentdeckung der Politik. Eine Biographie. Jüdischer Verlag, Frankfurt am Main 1997, ISBN 3-633-54134-9.
- Der lange Weg zur VolkswagenStiftung. Eine Gründungsgeschichte im Spannungsfeld von Politik, Wirtschaft und Wissenschaft. Vandenhoeck & Ruprecht, Göttingen 2002, ISBN 3-525-86518-X.
- „Frei soll die Lehre sein und frei das Lernen“. Zur Geschichte der Universität Hamburg. DOBU-Verlag, Hamburg 2008, ISBN 978-3-934632-32-5.

Herausgeberschaften
- Polis und Moderne. Siegfried Landshut in heutiger Sicht. Mit ausgewählten Dokumenten zur Biographie (= Hamburger Beiträge zur Wissenschaftsgeschichte. Band 16). Reimer, Berlin u. a. 2000, ISBN 3-496-02494-1.
- mit Rainer Hering: Lebendige Sozialgeschichte. Gedenkschrift für Peter Borowsky. Westdeutscher Verlag, Wiesbaden 2003, ISBN 3-531-13717-4.
- Siegfried Landshut: Politik. Grundbegriffe und Analysen. Eine Auswahl aus dem Gesamtwerk in zwei Bänden. Verlag für Berlin-Brandenburg, Berlin 2004, ISBN 3-935035-52-7.
- mit Rainer Hering: Peter Borowsky: Schlaglichter historischer Forschung. Studien zur deutschen Geschichte im 19. und 20. Jahrhundert. Hamburg University Press, Hamburg 2005, ISBN 3-937816-17-8.
- Das Hauptgebäude der Universität Hamburg als Gedächtnisort. Mit sieben Porträts in der NS-Zeit vertriebener Wissenschaftlerinnen und Wissenschaftler. Hamburg University Press, Hamburg 2011, ISBN 978-3-937816-84-5.
- mit Axel Schildt: 100 Jahre Geschichtswissenschaft in Hamburg (= Hamburger Beiträge zur Wissenschaftsgeschichte. Band 18). Reimer, Berlin u. a. 2011, ISBN 978-3-496-02838-3.
- mit Dirk Brietzke: Geschichte und Politik. Festschrift für Joist Grolle zum 80. Geburtstag (= Zeitschrift des Vereins für Hamburgische Geschichte. Band 98, ISSN 0083-5587). Verein für Hamburgische Geschichte, Hamburg 2012.
- mit Dirk Brietzke und Franklin Kopitzsch: Das Akademische Gymnasium. Bildung und Wissenschaft in Hamburg 1613 bis 1883 (= Hamburger Beiträge zur Wissenschaftsgeschichte. Band 23). Reimer, Berlin u. a. 2013, ISBN 978-3-496-02865-9.
- 175 Jahre Verein für Hamburgische Geschichte. Dokumentation des Senatsempfangs im Großen Festsaal des Hamburger Rathauses am 9. April 2014. Verein für Hamburgische Geschichte, Hamburg 2014, ISBN 978-3-87707-940-9.
- mit Norman Domeier, Maria Borowski, Martin Lücke und Michael Schwartz: Gewinner und Verlierer. Beiträge zur Geschichte der Homosexualität in Deutschland im 20. Jahrhundert (= Hirschfeld Lectures. Band 7). Wallstein, Göttingen 2015, ISBN 978-3-8353-1677-5.
- mit Jocelyne Kolb: Stories from 55 Years of a Transatlantic Friendship / Geschichten aus 55 Jahren transatlantischer Freundschaft. Smith College – Universität Hamburg 1961–2016. Hamburg University Press, Hamburg 2017, ISBN 978-3-943423-44-0.
- mit Saskia Pütz: Hamburger Kunsthistoriker im Gespräch. Interviews mit Horst Bredekamp, Klaus Herding, Wolfgang Kemp, Monika Wagner und Martin Warnke. Wallstein, Göttingen 2019, ISBN 978-3-8353-3481-6.
- mit Eckart Krause, Gunnar B. Zimmermann: 100 Jahre Universität Hamburg. Studien zur Hamburger Universitäts- und Wissenschaftsgeschichte in vier Bänden. Band 1: Allgemeine Aspekte und Entwicklungen. Wallstein, Göttingen 2020, ISBN 978-3-8353-3407-6.
- mit Kirsten Heinsohn: Belastete Beziehungen. Studien zur Wirkung von Exil und Remigration auf die Wissenschaften in Deutschland nach 1945. Wallstein, Göttingen 2021, ISBN 978-3-8353-3776-3.
- mit Eckart Krause, Gunnar B. Zimmermann: 100 Jahre Universität Hamburg. Studien zur Hamburger Universitäts- und Wissenschaftsgeschichte in vier Bänden. Band 2: Geisteswissenschaften, Theologie, Psychologie. Wallstein, Göttingen 2021, ISBN 978-3-8353-3866-1.
- mit Eckart Krause, Gunnar B. Zimmermann: 100 Jahre Universität Hamburg. Studien zur Hamburger Universitäts- und Wissenschaftsgeschichte in vier Bänden. Band 4: Mathematik. Informatik. Naturwissenschaften. Medizin. Wallstein, Göttingen 2024, ISBN 978-3-8353-5223-0.
- Hamburger Historikerinnen und Historiker im Gespräch. Interviews mit Gabriele Clemens, Hans-Werner Goetz, Frank Golczewski, Arno Herzig, Franklin Kopitzsch und Barbara Vogel. Wallstein, Göttingen 2024, ISBN 978-3-8353-5712-9.